# アラン・ワイナンス
- アラン・ウィナンズ

アラン・リー・ワイナンス（Allan Lee Winans, 1995年8月10日 - ）は、アメリカ合衆国カリフォルニア州カーン郡ベーカーズフィールド出身のプロ野球選手（投手）。右投右打。MLBのニューヨーク・ヤンキース所属。

## 経歴

### プロ入りとメッツ傘下時代
2018年のMLBドラフト17巡目（全体500位）でニューヨーク・メッツから指名され、プロ入り。契約後、傘下のアパラチアンリーグのルーキー級キングスポート・メッツでプロデビュー。11試合に登板して0勝1敗、防御率4.66、15奪三振を記録した。
2019年はA級コロンビア・ファイヤーフライズでプレーし、30試合に登板して1勝3敗11セーブ、防御率2.74、40奪三振を記録した。
2020年はCOVID-19の影響でマイナーリーグの試合が開催されなかったため、公式戦の登板は無かった。
2021年はA+級ブルックリン・サイクロンズとAA級ビンガムトン・ランブルポニーズでプレーし、2球団合計で26試合に登板して2勝3敗3セーブ、防御率1.72、45奪三振を記録した。

### ブレーブス時代
2021年12月8日にルール・ファイブ・ドラフト（マイナーリーグ・フェイズ）でアトランタ・ブレーブスから指名され、移籍した。
2022年は傘下のルーキー級フロリダ・コンプレックスリーグ・ブレーブス、AA級ミシシッピ・ブレーブス、AAA級グウィネット・ブレーブスでプレーし、3球団合計で13試合に先発登板して0勝2敗、防御率2.28、66奪三振を記録した。オフにはアリゾナ・フォールリーグに参加し、スコッツデール・スコーピオンズに所属した。
2023年の開幕はAAA級グウィネットで迎えた。7月20日にブレーブスがワイナンスを22日にメジャー昇格させることが報じられ、当日メジャー契約を結んでアクティブ・ロースター入りした。メジャーデビュー戦となった同日のミルウォーキー・ブルワーズ戦では先発登板して4.1イニングを投げた（勝敗付かず）。翌日にはAAA級グウィネットへ降格となるが、再昇格した8月12日のメッツ戦（ダブルヘッダー第1試合）では先発登板して7回を無失点に抑える好投を披露し、メジャー初勝利を挙げた。同年はメジャーで6試合に先発登板して1勝2敗、防御率5.29、34奪三振を記録した。
2024年はメジャーで2試合に先発登板した。ただ、いずれの登板も乱調で、最終的に0勝2敗、防御率15.26、4奪三振と惨散たる成績に終わり、7月24日にザック・ローグを昇格させることに伴って、AAA級グウィネットに降格した。
2025年1月17日にエイモス・ウィリンガムの獲得に伴って、DFAとなった。

### ヤンキース時代
2025年1月23日にウェイバー公示を経て、ニューヨーク・ヤンキースへ移籍した。

## 選手としての特徴
速球（フォーシーム、ツーシーム）は平均89mph（約143km/h）、最速92mph（約148km/h）と迫力に欠けるが、バットの芯を外してからゴロを量産させる能力に長けている。変化球ではチェンジアップを評価されている。

## 詳細情報

### 年度別投手成績
| 年 度    | 球 団    | 登 板 | 先 発 | 完 投 | 完 封 | 無 四 球 | 勝 利 | 敗 戦 | セ 丨 ブ | ホ 丨 ル ド | 勝 率 | 打 者 | 投 球 回 | 被 安 打 | 被 本 塁 打 | 与 四 球 | 敬 遠 | 与 死 球 | 奪 三 振 | 暴 投 | ボ 丨 ク | 失 点 | 自 責 点 | 防 御 率 | W H I P |
| -------- | -------- | ----- | ----- | ----- | ----- | -------- | ----- | ----- | -------- | ----------- | ----- | ----- | -------- | -------- | ----------- | -------- | ----- | -------- | -------- | ----- | -------- | ----- | -------- | -------- | ------- |
| 2023     | ATL      | 6     | 6     | 0     | 0     | 0        | 1     | 2     | 0        | 0           | .333  | 141   | 32.1     | 37       | 5           | 8        | 1     | 2        | 34       | 0     | 0        | 19    | 19       | 5.29     | 1.39    |
| 2024     | ATL      | 2     | 2     | 0     | 0     | 0        | 0     | 2     | 0        | 0           | .000  | 41    | 7.2      | 14       | 3           | 4        | 0     | 0        | 4        | 0     | 0        | 14    | 13       | 15.26    | 2.35    |
| MLB：2年 | MLB：2年 | 8     | 8     | 0     | 0     | 0        | 1     | 4     | 0        | 0           | .200  | 182   | 40.0     | 51       | 8           | 12       | 1     | 2        | 38       | 0     | 0        | 33    | 32       | 7.20     | 1.58    |

- 2024年度シーズン終了時

### 年度別守備成績
| 年 度 | 球 団 | 投手（P） | 投手（P） | 投手（P） | 投手（P） | 投手（P） | 投手（P） |
| 年 度 | 球 団 | 試 合     | 刺 殺     | 補 殺     | 失 策     | 併 殺     | 守 備 率  |
| ----- | ----- | --------- | --------- | --------- | --------- | --------- | --------- |
| 2023  | ATL   | 6         | 4         | 2         | 0         | 0         | 1.000     |
| MLB   | MLB   | 6         | 4         | 2         | 0         | 0         | 1.000     |

- 2023年度シーズン終了時

### 背番号
- 72（2023年 - 2024年）
- 62（2025年 - ）